# José Alencar
José Alencar Gomes da Silva (ur. 17 października 1931, zm. 29 marca 2011) – brazylijski polityk i przedsiębiorca.
Urodził się w Muriaé (Minas Gerais) jako jedenaste dziecko w rodzinie zajmującej się drobną przedsiębiorczością. W 1967 założył Coteminas, jedną z największych korporacji tekstylnych w kraju.
Bez powodzenia ubiegał się o urząd gubernatora Minas Gerais w 1994. Następnie w 1998 został wybrany senatorem. Związany był z centroprawicową Partią Liberalną, której był honorowym przewodniczącym do jej opuszczenia w 2005, kiedy wstąpił do Brazylijskiej Partii Republikańskiej.
Alencar został wybrany na wiceprezydenta w 2002 roku u boku socjalisty Luiza Inácio Luli da Silvy (tego typu sojusze nie są w brazylijskiej polityce rzadkością). Lula i Alencar zostali wybrani ponownie w 2006. Alencar sprawował urząd wiceprezydenta od 1 stycznia 2003 roku. Prócz tego w okresie od 8 listopada 2004 do 31 marca 2006 był ministrem obrony. Niezadowolony z tego stanowiska (twierdził, że jako biznesmen nie jest odpowiednią osobą do kierowania resortem obrony) wielokrotnie usiłował podać się do dymisji, którą przyjęto dopiero za którymś razem.
Aczkolwiek centroprawicowy Alencar był wiceprezydentem w lewicowym rządzie i zdarzało mu się krytykować politykę administracji, w której zasiadał, współpraca między nim a prezydentem układała się dobrze, czego wyrazem było zaproszenie do ponownego kandydowania na stanowisko wiceprezydenta w 2005.